# Miskolc Városi Közlekedési Zrt.
Miskolc Városi Közlekedési Zártkörűen Működő Részvénytársaság ([ˈmiʃkolts ˈvaːɾoʃi ˈkøzlɛkɛdeːʃi ˈzaːɾtkøɾyːɛn ˈmyːkødøː ˈɾeːsveːɲˌtaːɾʃɑʃaːg], MVK Zrt.) est la compagnie de transport en commun de Miskolc. 
1. ↑  « Cégismertető »
2. ↑  « MVK Miskolc Városi Közlekedési Zrt. »
3. ↑  « Miskolc MJV Önkormányzata: Integrált Településfejlesztési Stratégia 2021-2027 »
4. ↑  « Miskolc MJV Önkormányzata: Integrált Településfejlesztési Stratégia 2021-2027 »